# Digital Negative
Il DNG (acronimo di Digital Negative) è un formato di memorizzazione di immagini introdotto dalla Adobe nel 2004, che si propone di mettere ordine tra le decine di diversi formati RAW utilizzati in fotografia digitale. Poiché le diverse fotocamere digitali di fascia alta producono ciascuna un diverso formato di dati grezzi, ogni volta che una nuova fotocamera viene introdotta sul mercato è necessario produrre un plug-in adeguato per permetterne l'utilizzo con i software professionali di ritocco fotografico. Il formato DNG, grazie anche ad un convertitore RAW-DNG disponibile gratuitamente, introduce un formato di pubblico dominio (ma protetto da brevetto) che si candida come standard per i dati grezzi delle fotocamere, e che potrebbe facilitare notevolmente la gestione dei file da parte dei professionisti della fotografia.